# Città di Trieste Challenger 2024 - Doppio
Il doppio del torneo di tennis professionistico Città di Trieste Challenger 2024, facente parte della categoria Challenger 100 nell'ambito dell'ATP Challenger Tour 2024, si è giocato dall'8 al 14 luglio a Trieste, in Italia. Matthew Romios e Jason Taylor erano i detentori del titolo ma solo Romios aveva scelto di partecipare in coppia con Marco Bortolotti.
In finale Marco Bortolotti e Matthew Romios hanno sconfitto Daniel Dutra da Silva e Courtney John Lock con il punteggio di 6–2, 7–6(6).

## Teste di serie
1. Andre Begemann /  Victor Vlad Cornea (primo turno)
2. Orlando Luz /  Marcelo Zormann (quarti di finale)

1. Marco Bortolotti /  Matthew Romios (campioni)
2. Rithvik Choudary Bollipalli /  Niki Kaliyanda Poonacha (semifinale)

## Wildcard
1. Raul Brancaccio /  Mark Vervoort (ritirati)

1. Francesco Forti /  Filippo Romano (primo turno)

## Ranking protetto
1. Blake Bayldon /  Mats Hermans (semifinale)

1. Daniel Dutra da Silva /  Courtney John Lock (finale)

## Alternate
1. Zvonimir Babić /  Luka Mikrut (primo turno)

1. Svyatoslav Gulin /  Carlos López Montagud (primo turno)

## Tabellone

### Legenda
| - Q = Qualificato - WC = Wild card - LL = Lucky loser | - ALT = Alternate - SE = Special Exempt - PR = Protected Ranking | - w/o = Walkover - r = Ritirato - d = Squalificato |

|  | Primo turno | Primo turno                        | Primo turno                     | Primo turno                     | Primo turno |  |  | Quarti di finale | Quarti di finale                   | Quarti di finale                   | Quarti di finale                   | Quarti di finale |   |      | Semifinali | Semifinali                        | Semifinali                      | Semifinali                               | Semifinali                               |   |   | Finale | Finale | Finale | Finale | Finale |  |
|  |             |                                    |                                 |                                 |             |  |  |                  |                                    |                                    |                                    |                  |   |      |            |                                   |                                 |                                          |                                          |   |   |        |        |        |        |        |  |
|  | 1           | A Begemann VV Cornea               | 6                               | 6                               | [9]         |  |  |                  |                                    |                                    |                                    |                  |   |      |            |                                   |                                 |                                          |                                          |   |   |        |        |        |        |        |  |
|  |             | O Roca Batalla N Sánchez Izquierdo | 4                               | 78                              | [11]        |  |  |                  | O Roca Batalla N Sánchez Izquierdo | O Roca Batalla N Sánchez Izquierdo | O Roca Batalla N Sánchez Izquierdo |                  |   |      |            |                                   |                                 |                                          |                                          |   |   |        |        |        |        |        |  |
|  | PR          | B Bayldon M Hermans                | B Bayldon M Hermans             | B Bayldon M Hermans             | w/o         |  |  | PR               | B Bayldon M Hermans                | B Bayldon M Hermans                | B Bayldon M Hermans                | w/o              |   |      |            |                                   |                                 |                                          |                                          |   |   |        |        |        |        |        |  |
|  |             | F Maestrelli A Pellegrino          | F Maestrelli A Pellegrino       | F Maestrelli A Pellegrino       |             |  |  |                  |                                    |                                    |                                    |                  |   |      | PR         | B Bayldon M Hermans               | 4                               | 7                                        | [5]                                      |   |   |        |        |        |        |        |  |
|  | 3           | M Bortolotti M Romios              | M Bortolotti M Romios           | 6                               | 7           |  |  |                  |                                    | 3                                  | M Bortolotti M Romios              | 6                | 5 | [10] |            |                                   |                                 |                                          |                                          |   |   |        |        |        |        |        |  |
|  |             | I Carou G Roveri Sidney            | I Carou G Roveri Sidney         | 3                               | 5           |  |  | 3                | M Bortolotti M Romios              | M Bortolotti M Romios              | 6                                  | 6                |   |      |            |                                   |                                 |                                          |                                          |   |   |        |        |        |        |        |  |
|  |             | FA Gómez P Tsitsipas               | 7                               | 614                             | [10]        |  |  |                  | FA Gómez P Tsitsipas               | FA Gómez P Tsitsipas               | 4                                  | 4                |   |      |            |                                   |                                 |                                          |                                          |   |   |        |        |        |        |        |  |
|  | WC          | F Forti F Romano                   | 64                              | 716                             | [2]         |  |  |                  |                                    |                                    |                                    |                  |   |      | 3          | Marco Bortolotti Matthew Romios   | Marco Bortolotti Matthew Romios | 6                                        | 78                                       |   |   |        |        |        |        |        |  |
|  |             | Í Cervantes L Margaroli            | Í Cervantes L Margaroli         | 6                               | 6           |  |  |                  |                                    |                                    |                                    |                  |   |      |            |                                   | PR                              | Daniel Dutra da Silva Courtney John Lock | Daniel Dutra da Silva Courtney John Lock | 2 | 6 |        |        |        |        |        |  |
|  |             | J-s Nam P Niklas-Salminen          | J-s Nam P Niklas-Salminen       | 4                               | 4           |  |  |                  | Í Cervantes L Margaroli            | 6                                  | 1                                  | [7]              |   |      |            |                                   |                                 |                                          |                                          |   |   |        |        |        |        |        |  |
|  | Alt         | Z Babić L Mikrut                   | 2                               | 6                               | [6]         |  |  | 4                | R Bollipalli N Kaliyanda Poonacha  | 2                                  | 6                                  | [10]             |   |      |            |                                   |                                 |                                          |                                          |   |   |        |        |        |        |        |  |
|  | 4           | R Bollipalli N Kaliyanda Poonacha  | 6                               | 3                               | [10]        |  |  |                  |                                    |                                    |                                    |                  |   |      | 4          | R Bollipalli N Kaliyanda Poonacha | 4                               | 6                                        | [5]                                      |   |   |        |        |        |        |        |  |
|  | PR          | D Dutra da Silva C Lock            | D Dutra da Silva C Lock         | 6                               | 6           |  |  |                  |                                    | PR                                 | D Dutra da Silva C Lock            | 6                | 3 | [10] |            |                                   |                                 |                                          |                                          |   |   |        |        |        |        |        |  |
|  | Alt         | S Gulin C López Montagud           | S Gulin C López Montagud        | 3                               | 4           |  |  | PR               | D Dutra da Silva C Lock            | 4                                  | 6                                  | [10]             |   |      |            |                                   |                                 |                                          |                                          |   |   |        |        |        |        |        |  |
|  |             | E Dalla Valle S Vincent Ruggeri    | E Dalla Valle S Vincent Ruggeri | E Dalla Valle S Vincent Ruggeri |             |  |  | 2                | O Luz M Zormann                    | 6                                  | 4                                  | [8]              |   |      |            |                                   |                                 |                                          |                                          |   |   |        |        |        |        |        |  |
|  | 2           | O Luz M Zormann                    | O Luz M Zormann                 | O Luz M Zormann                 | w/o         |  |  |                  |                                    |                                    |                                    |                  |   |      |            |                                   |                                 |                                          |                                          |   |   |        |        |        |        |        |  |